# Rakhmabai

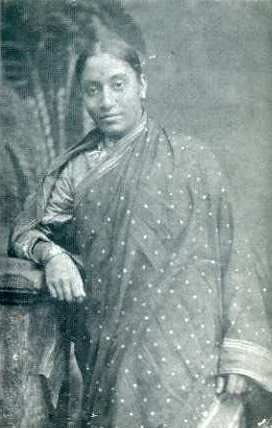
Rakhmabai

Rakhmabai (Hindi रुखमाबाई Rakhmābāī; * 22. November 1864 in Bombay; † 25. September 1955 ebenda), auch bekannt als Rukhmabai Bhikaji, war eine indische Sozialreformerin und eine der ersten Inderinnen, die nach einem Medizinstudium als Ärztin praktizierten. Ihre Weigerung, nach Erreichen ihrer Volljährigkeit ihre durch eine Kinderheirat geschlossene Ehe zu vollziehen und mit ihrem Ehemann zu leben, gipfelte in einem Rechtsstreit über Zwangsheirat und Schutzalter, der in Indien und England großes, öffentliches Interesse erregte und letztendlich verantwortlich war für den Age of Consent Act von 1891.

## Leben

### Kinderehe und Rechtsstreit
Rakhmabai war die Tochter der fünfzehnjährigen Jayantibai und deren ersten Ehemannes, Janardan Pandurang, die zur Kaste der suthars (Zimmerleute) gehörten. Jayantibai wurde bereits mit siebzehn Jahren Witwe und erbte alle Besitztümer ihres Mannes. Als sie sich sechs Jahre später erneut verheiratete, diesmal mit Dr. Sakharam Arjun, überschrieb sie das Erbe aus ihrer ersten Ehe auf ihre Tochter, was Rakhmabai ein Vermögen von 25.000 Indischen Rupien bescherte. Arjun war Professor der Botanik und ermutigte seine Stieftochter, sich zu bilden. Mit elf Jahren wurde Rakhmabai mit Dadaji Bhikaji verheiratet, einem neun Jahre älteren Verwandten Arjuns. Obwohl der Vollzug solcher Ehen nicht ungewöhnlich war, fand er in diesem Fall nicht statt, wahrscheinlich auf Betreiben Arjuns. Stattdessen blieb Rakhmabai im Haus ihrer Eltern und Arjun versuchte auch für Bhikajis Bildung zu sorgen. Bhikaji war jedoch nicht interessiert und zog bei seinem Onkel ein, der seine Mätresse in seinem Haus wohnen ließ und dessen Ehefrau aus diesem Grund bereits einen Selbstmordversuch hinter sich hatte. In diesem Umfeld führte er laut Rakhmabai ein Leben voller Ausschweifungen, „die eine Frau kaum über die Lippen bringen kann“. Rakhmabai hingegen begann ein Selbststudium der englischen Sprache zu Hause, streckenweise gegen den Willen ihrer Eltern.
Im Jahr 1884 schließlich verlangte Bhikaji, dass sie bei ihm leben und die Ehe vollziehen sollte. Rakhmabai weigerte sich jedoch die Eheschließung anzuerkennen mit der damals bahnbrechenden Begründung, dass sie zum Zeitpunkt der Heirat noch nicht alt genug gewesen war, um ihre Einwilligung zu geben. Zudem verdächtigte sie Bhikaji, sich lediglich ihr Vermögen aneignen zu wollen und verabscheute seinen Lebenswandel. Unterstützung fand sie bei indischen Sozialreformern, Frauenrechtlern und auch in der englischen Öffentlichkeit. Am 26. Juni 1885 schrieb sie in einem Brief an The Times of India:

„Dieser schlimme Brauch der Kinderheirat hat mein Lebensglück zerstört. Er kommt zwischen mich und die Dinge, die ich über alles schätze - Studium und geistige Bildung. Ohne meine eigene Schuld bin ich zur Abgeschiedenheit verdammt; jeder Versuch meinerseits mich über meine unwissenden Schwestern zu erheben, wird mit Misstrauen betrachtet und wird in höchst unfreundlicher Weise ausgelegt.“

Im September 1885 wurde der Fall im Bombay High Court nach englischem Recht verhandelt. Hier ergab sich die Schwierigkeit, dass keine englische Entsprechung für ein Gesetz zur Rückgabe von ehelichen Rechten gab und der Richter sich außerstande sah, englisches Recht auf Traditionen des Hinduismus anzuwenden. Er entschied schließlich zu Rakhmabais Gunsten mit der Begründung, dass sie nicht gezwungen werden könnte, gegen ihren Willen die Ehe zu vollziehen. Im März 1887 wurde jedoch in der Revision zu Gunsten des Ehemanns entschieden und Rahkmabai wurde vor die Wahl gestellt, entweder bei ihrem Ehemann zu leben oder ins Gefängnis zu gehen. Rakhmabai erklärte, dass sie eher ins Gefängnis gehen als mit Bhikaji leben würde.
In dieser Situation wandte sie sich in einem Brief an Königin Victoria, in dem sie die Monarchin als „Mutter“ und sich selbst als „arme, leidgeprüfte Hindufrau“ bezeichnete: „Wird die Mutter in solch einer ungewöhnlichen Situation die aufrichtige Bitte ihrer Millionen indischer Töchter anhören und ihnen einige einfache Worte der Veränderung im Gesetzbuch des Hinduismus gestatten?“ Inzwischen war ihr Fall einer breiten Öffentlichkeit bekannt und sogar im englischen House of Lords diskutiert worden. Unter Führung der Frauenrechtlerin Millicent Garrett Fawcett wurde das Rukhmabai Committee gegründet, das für sie Spenden sammelte, obwohl Rakhmabai die Prozesskosten aus eigener Tasche bezahlte. Wenig später unterzeichnete Victoria einen speziellen, königlichen Erlass, der Rakhmabais Ehe auflöste und sie vor dem Gefängnis bewahrte. Bhikaji akzeptierte schließlich eine finanzielle Entschädigung und heiratete kurz darauf eine andere Frau. Rakhmabais Status hingegen – ledig oder verheiratet – blieb für den Rest ihres Lebens unklar, weshalb sie nie wieder heiratete. Trotz der außergerichtlichen Einigung hatte der Fall so viel Aufsehen erregt, dass 1891 der Age of Consent Act verabschiedet wurde, der das Schutzalter für Mädchen von zehn auf zwölf Jahre erhöhte.

### Praktizierende Ärztin
Nach dem Gerichtsverfahren erhielt Rakhmabai Unterstützung von Edith Pechey Phipson, eine der ersten britischen Ärztinnen. Sie leitete das Cama Hospital für Frauen und Kinder und half Rakhmabai ihre englischen Sprachkenntnisse zu verbessern. Mit Hilfe des für sie gesammelten Geldes reiste Rakhmabai 1889 nach England, wo sie an der London School of Medicine for Women unter der Leitung von Elizabeth Garrett Anderson Medizin studierte. Bezahlt wurde ihr Studium von dem Sozialreformer Walter McLaren und seiner Frau Eva, Mitglied der Suffragetten sowie aus Mitteln des Countess of Dufferin's Fund for Supplying Medical Aid to the Women of India. Allerdings war es in England unmöglich, als Frau den Doktortitel zu erwerben, weshalb sie ihre Prüfungen in Edinburgh ablegte. In dieser Zeit freundete sie sich mit der Ärztin und Frauenrechtlerin Sophia Jex-Blake an. Weitere Stationen in ihrer Ausbildung waren Glasgow und Brüssel, bis sie schließlich 1894 den Doktortitel erwarb.
1895 kehrte Rakhmabai nach Indien zurück, wo Edith Pechey Phipson ihr eine Stelle als Chief Medical Officer im Krankenhaus für Frauen in Surat verschafft hatte. Damit wurde sie eine der ersten indischen Frauen, die als Ärztin praktizierten und ihre Karriere sollte 35 Jahre andauern. Dennoch betrachteten ihre Landsleute sie immer noch mit Argwohn, weshalb sie gezwungen war, hin und wieder Kompromisse bezüglich der örtlichen Sitten einzugehen. So legte sie beispielsweise den Witwensari an, als 1904 Dadaji Bhikaji starb, obwohl sie niemals mit ihm gelebt hatte. 1918 wechselte sie zum Zenana State Hospital für Frauen in Rajkot, wo sie erneut das Amt des Chief Medical Officer ausübte. Dort arbeitete sie bis zu ihrem Ruhestand im Jahr 1929. Auch setzte sie sich weiterhin für Frauenrechte ein. So veröffentlichte sie 1929 das Pamphlet Purdah – the Need for its Abolition (zu deutsch Parda – warum es abgeschafft werden muss), in dem sie die Behandlung junger Witwen in der indischen Gesellschaft kritisierte. Des Weiteren plädierte sie bis an ihr Lebensende für die Abschaffung der Kinderehe. Sie starb hochbetagt im Alter von 91 Jahren.

## Film
Im Jahr 2016 wurde der Film Doctor Rakhmabai gedreht, der Rakhmabais Biografie zum Thema hat. Die Titelrolle übernahm Tannishtha Chatterjee, Regie führte Ananth Mahadevan.

## Weiterführende Literatur
- Antoinette Burton: From Child Bride to "Hindoo Lady": Rukhmabai and the Debate on Sexual Respectability in Imperial Britain. In: The American Historical Review Band 103, Nr. 4. Oxford University Press 1998. Online Edition auf JSTOR (Zugangsberechtigung nötig).
- Sudhir Chandra: Enslaved Daughters: Colonialism, Law and Women's Rights. Oxford University Press 1998, Delhi.
- Geraldine Forbes: Women in Modern India. Cambridge University Press 1996, Cambridge.
- Eunice de Souza, Lindsay Pereira: Women's Voices: Selections from Nineteenth and Early Twentieth Century Indian Writing in English. Oxford University Press 2002, Delhi.